# Hathumoda
Hathumoda (840 – Bad Gandersheim, 29 novembre 874) fu la prima badessa del monastero di Gandersheim.

## Biografia
Hathumoda era la figlia del conte Liudolfo di Sassonia, capostipite dei Liudolfingi, e di Oda, figlia del princeps Billung e di Aeda. Ricevette la sua formazione nell'abbazia di Herford, che venne elevata allo status di monastero imperiale nell'823, e lì frequentò anche la scuola di latino. Dopo che suo padre tornò da un pellegrinaggio a Roma con le reliquie dei papi Anastasio I e Innocenzo I, che aveva ricevuto da papa Sergio II per la fondazione di un monastero, fondò un monastero femminile a Brunshausen nell'852, che fu trasferito a Gandersheim nell'856.
All'età di dodici anni, Hathumoda divenne la prima badessa del nuovo monastero. Essa attribuiva grande importanza alla trasmissione della sua formazione umanistica ricevuta a Herford. Morì all'età di trentaquattro anni a causa di una malattia sconosciuta che avrebbe contratto mentre si prendeva cura delle sue sorelle che erano malate. Le sue sorelle Gerberga e Cristina le succedettero. Un totale di cinque figli di Liudolfo divennero ecclesiastici.

## Vita et obitus Hathumodae
Poco dopo la sua morte, la sua vita fu documentata da un monaco di nome Agio; questo potrebbe essere appartenuto al vicino monastero di Lamspringe. Per lo più, tuttavia, viene indicato come un membro del monastero di Corvey. La tesi voleva fosse fratello di Hathumoda è considerata confutata e superata.
Nell'opera intitolata Vita et obitus Hathumodae ("Vita e morte di Hathumoda"), Agio dipinge con grande calore l'immagine di una suora pia e mite che dall'infanzia disdegna ogni sfarzo e ornamento, amava sopportare tutte le privazioni e si dedicò con devotamente alla cura dell'abbazia a lei affidata. Essa divenne una vittima della sua devozione, poiché lei stessa fu colta dalla malattia mentre si prendeva cura delle sorelle malate e morì. Con la biografia in prosa, Agio collegò un dialogo in metro elegiaco, in cui sviluppa motivi di consolazione per le monache del monastero, che aveva precedentemente dato loro oralmente.